# Soins de santé en Inde

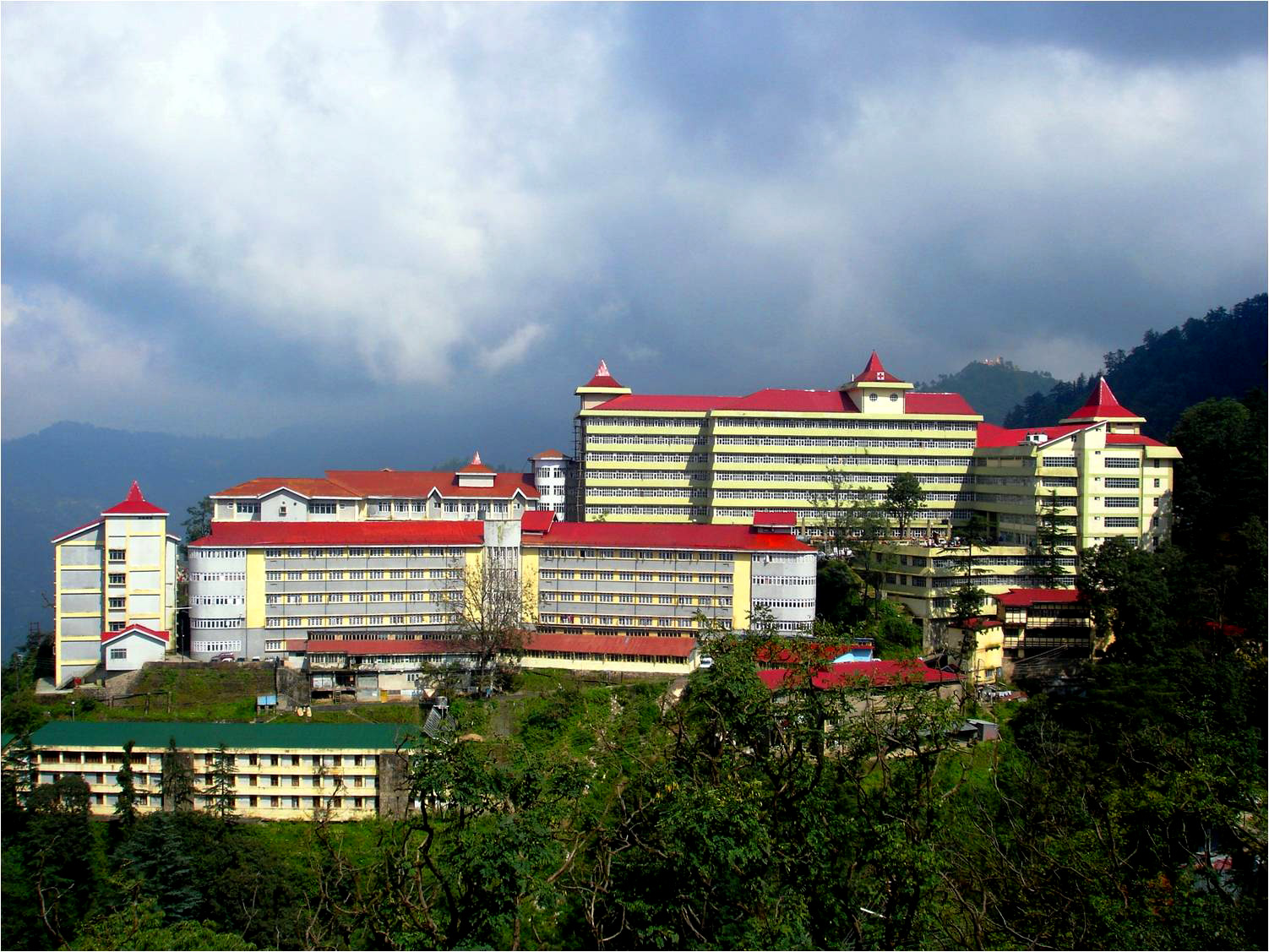
Collège médical et hôpital Indira Gandhi, Shimla, Himachal Prades.

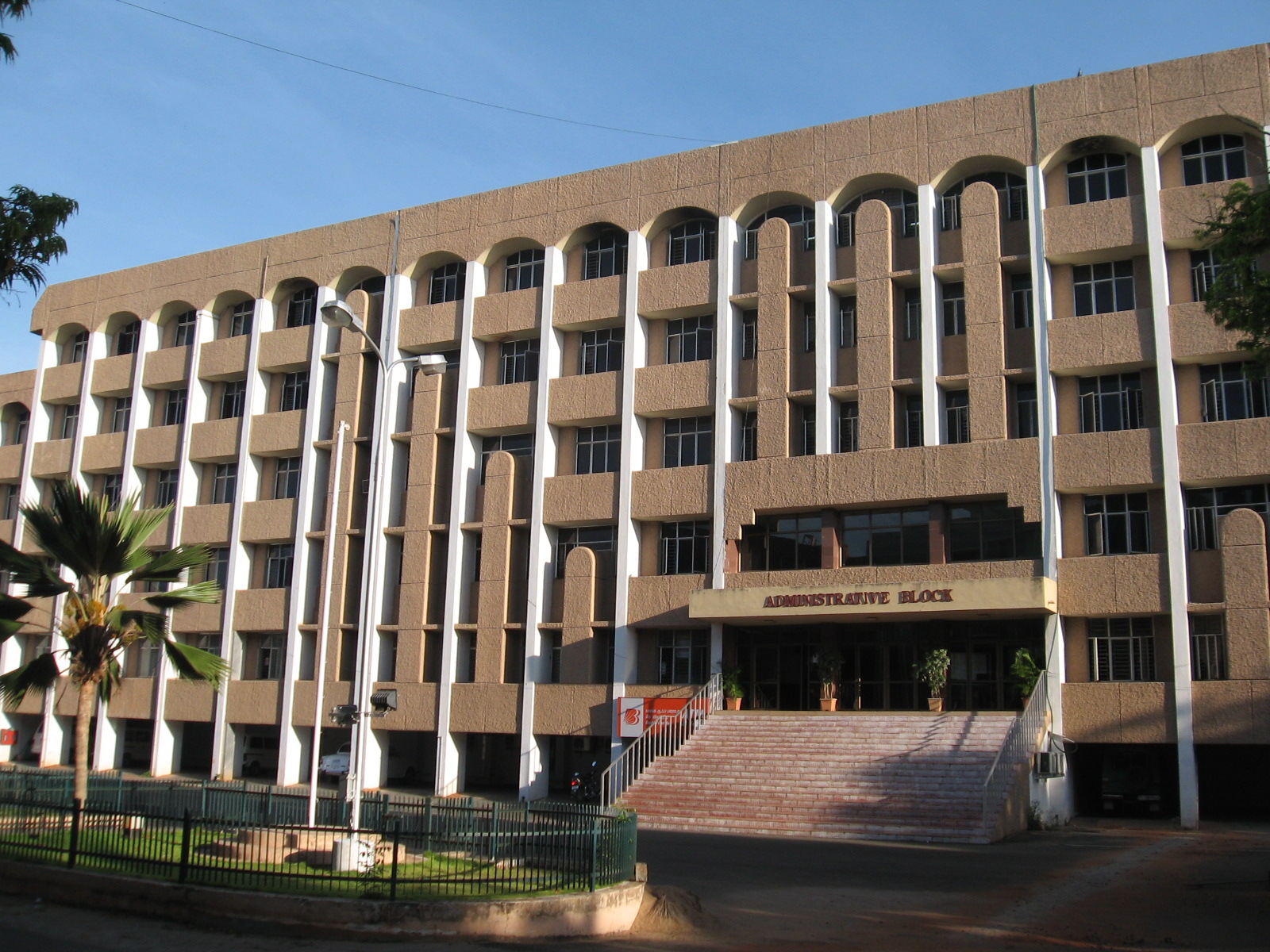
Institut Jawaharlal d'enseignement et de recherche médicaux postuniversitaires de Pondichéry

L'Inde dispose d'un modèle de soins de santé universels à payeurs multiples, financé par une combinaison d'assurances maladie publiques et privées réglementées par le gouvernement (par l'intermédiaire de l' Autorité de régulation et de développement des assurances ), ainsi que par des hôpitaux publics presque entièrement financés par l'impôt. Le système hospitalier public est essentiellement gratuit pour tous les résidents indiens, à l’exception de petits co-paiements, souvent symboliques, pour certains services.
L'enquête économique 2022-23 a souligné que les dépenses budgétisées des gouvernements central et des États dans le secteur de la santé ont atteint 2,1 % du PIB au cours de l'exercice 2023 et 2,2 % au cours de l'exercice 2022, contre 1,6 % au cours de l'exercice 2021. L’Inde se classe au 78e rang et affiche l’un des taux de dépenses de santé les plus faibles en pourcentage du PIB . Il se classe au 77e rang sur la liste des pays en termes de dépenses totales de santé par habitant. Néanmoins, l’Inde a constamment amélioré son système de santé depuis l’indépendance du pays, grâce à des investissements croissants dans tous les traitements modernes.